# Ebba Brahes lusthus
Ebba Brahes lusthus ligger på bergsmansgården Bockhammar i Skinnskattebergs kommun i Västmanland. Det är ett litet ljust rosa lusthus på en holme i bruksdammen. De åttkantiga byggnaden har karnissvängd takhuv, klädd med spånstickor. Vindflöjen på taket har år 1636 utstansat och om det anger lusthusets byggnadsår är det Sveriges äldsta bevarade lusthus.
Ebba Brahe som kom från en förnäm ätt tillbringade en stor del av sin uppväxt som hovfröken på slottet Tre Kronor i Stockholm. Där träffade hon den prins som 1611 blev kung Gustav II Adolf. De två blev förälskade och ville gifta sig, men änkedrottningen Kristina tyckte inte att Ebba Brahe var fin nog. Istället gifte sig Ebba med Jakob De la Gardie och var en god maka och en energisk slottsfru. Hon födde fjorton barn, av vilka sju dog i tidig ålder. Den mest framgångsrika av barnen blev sonen Magnus Gabriel De la Gardie. När maken dog fortsatte Ebba att bruka alla gods och gårdar de ägde, däribland Bockhammar.
Lusthuset byggdes fyra år efter Gustav II Adolfs död i Lützen och är idag en del av Ekomuseum Bergslagen. Våren 2003 gav Posten ut en serie frimärken med lusthus. Ebba Brahes lusthus finns avbildat på ett av frimärkena.